# أحمد بريو
أحمد بريو هي قرية في مقاطعة سردشت، إيران. يقدر عدد سكانها بـ 309 نسمة بحسب إحصاء 2016.